# Пограничное (Северная Осетия)
Пограничное (осет. Пограничнæй) — упразднённое село в Пригородном районе Республики Северная Осетия — Алания. Исключено из учетных данных в 1973 году. Фактически включено в состав села Комгарон, и ныне представляет собой его центральную часть.

## Географическое положение
Село располагалось в юго-восточной части Пригородного района, на правом берегу реки Сунжа, в месте впадения в неё реки Широкая (быв. Аки-юрт). На западе граничило с селом Сунжа, на востоке с Комгароном.

## История
Хутор Шолжи основан в 1920 году. По данным на 1926 г. хутор входил в состав Ахки-Юртовского сельсовета Пригородного района (в 1925 г. Ахки-Юртовский сельсовет Горного района) Ингушской АО. После депортации ингушского населения, в 1944 году хутора Нижний Шолхи и Нижний Шолджи переданы в состав Северо-Осетинской АССР, объеденины в один населенный пункт которому присвоено название селение Пограничное, в связи с расположением в селе лагерей погранучилища.

## Население
По переписи 1926 года хутор Шолжи состоял из 21 двора, в которых проживало 98 человек (50 мужчин и 48 женщины), моноэтнический ингушский хутор.